# 알라바마 이야기
알라바마 이야기(영어: To Kill A Mockingbird)는 소설 《앵무새 죽이기》를 원작으로한 1962년 영화다. 원제는 앵무새 죽이기(To Kill A Mockingbird)로 소설과 동명이다.
이 영화는 1963년에 미국 작가 조합상 각본상을 받았다. 이어서 미국 아카데미 시상식에서 각색상과 남우주연상 그리고 미술상을 받았으며, 골든 글로브 시상식에서는 남우주연상 드라마부문과 음악상을, 칸 영화제 게리 쿠퍼 상을 받았다.

## 줄거리
이 이야기는 대공황 시기 앨라배마주 메이콤이라는 가상의 마을을 배경으로 한다. 여섯 살 스카웃은 오빠 젬과 백인 중년 변호사인 홀아비 아버지 애티커스와 함께 산다. 강한 사회적 양심에 따라 애티커스는 종종 농산물이나 장작으로 수수료를 받는 가난한 농부들을 변호한다.
젬과 스카웃은 매년 여름 방문하는 소년 딜과 친구가 된다. 세 아이는 은둔 생활을 하는 이웃 아서 "부" 래들리를 두려워하면서도 매혹적으로 생각한다. 그들은 그에 대한 이야기로 서로의 상상력을 부추기고 그를 밖으로 유인할 방법을 고안한다. 두 번의 여름이 지난 후, 스카웃과 젬은 래들리 집 밖의 나무에 작은 선물이 놓여 있는 것을 발견하기 시작한다.
애티커스는 폭력적이고 인종차별적인 술주정뱅이 밥 이웰의 딸이자 젊은 백인 여성인 메이엘라 이웰을 강간한 혐의로 기소된 흑인 톰 로빈슨을 변호하게 된다. 이 사건은 마을의 인종적 긴장을 고조시키고, 젬과 스카웃은 학교에서 놀림을 받는다. 재판 전날 밤, 애티커스는 톰이 수감되어 있는 감옥 밖에 자리한다. 린치 몹이 도착한다. 아이들은 예상치 못하게 개입하고, 스카웃은 학교 친구의 아버지를 알아보고 친근한 대화를 시작한다. 당황한 그는 폭도들을 해산하도록 설득한다.
젬과 스카웃은 톰의 재판을 보기 위해 몰래 법정으로 들어간다. 1층에 빈자리가 없자, 지역 목사는 그들을 유색인종 발코니로 초대한다. 메이엘라는 톰을 협탁을 자르기 위해 불렀고, 그가 목을 잡고 때리고 강간했다고 진술한다. 증인들은 그녀의 목과 양팔에 멍이 있었고, 머리 오른쪽에 심하게 맞았다고 증언한다. 애티커스는 공격자가 왼손잡이였음에 틀림없으며, 톰은 몇 년 전 농업 사고로 왼팔을 완전히 못 쓰게 되었다는 점을 지적한다. 증인들의 주장에도 불구하고 강간의 의학적 증거는 없었고, 의사도 불려오지 않았다. 애티커스는 메이엘라가 실제로는 자신의 (왼손잡이) 아버지에게 맞았다고 주장한다. 그녀는 설득력 없이 이를 부인한다.
톰은 메이엘라가 전에 여러 번 그랬던 것처럼 잡일을 도와달라고 자신을 초대했다고 증언한다. 그가 집이 유난히 조용하다는 것을 알아챘을 때, 메이엘라는 아이들을 아이스크림을 사러 마을로 보냈다고 설명했다. 그런 다음 그녀는 그의 의지에 반하여 그에게 키스했다. 극도로 불편함을 느낀 톰이 떠나려 할 때, 술에 취해 격분한 메이엘라의 아버지가 나타났다. 메이엘라를 위해 돈을 받지 않고 잡일을 했던 이유를 묻자, 톰은 "그녀가 불쌍해서" 그랬다고 대답하는데, 이 말은 백인 관중들을 불쾌하게 한다. 애티커스는 순수 백인 배심원들에게 편견을 버리고 톰의 무죄를 인정해 달라고 촉구한다. 그럼에도 불구하고 톰은 유죄 판결을 받는다. 애티커스가 법정을 떠날 때, 방청석의 흑인 관중들은 존경의 의미로 일어선다.
애티커스는 항소를 희망하지만, 보안관 테이트로부터 톰이 탈출하려다 총에 맞아 죽었다는 소식을 듣는다. 그는 톰의 가족에게 이 소식을 전한다. 밥 이웰이 나타나 그의 얼굴에 침을 뱉는다.
가을이 온다. 숲을 통해 집으로 걸어가던 젬과 스카웃은 공격을 받는다. 젬은 팔이 부러지고 의식을 잃지만, 혼란 속에서 누군가가 개입하고 스카웃은 낯선 남자가 젬을 집으로 데려가는 것을 본다. 애티커스는 의사와 보안관 테이트를 부른다. 스카웃이 보안관에게 일어난 일을 설명하자, 아버지는 문 뒤에 수줍게 서 있는 남자에게 그녀를 소개한다. 그들의 구조자는 부 래들리이다.
이웰은 현장에서 죽은 채 발견된다. 애티커스는 젬이 자기 방어를 위해 그를 찔렀을 것이라고 오해하지만, 보안관 테이트는 부가 아이들을 보호하기 위해 행동했다는 것을 안다. 그러나 부를 기소하는 것이 아무런 목적도 달성하지 못할 것이라는 것을 깨닫고, 그는 이웰이 자신의 칼에 넘어졌음에 틀림없다고 주장한다. 스카웃은 부를 집으로 바래다주며, 래들리 현관에 잠시 서서 그의 관점에서 삶을 상상해 본다.
성인이 된 스카웃이 내레이션을 하며, 그 사건 많았던 여름과 애티커스가 젬이 깨어났을 때 그를 위해 밤새도록 젬의 침대 옆에 앉아 있었던 일을 회상한다.

## 캐스팅
- 그레고리 펙 Gregory Peck
- 메리 배드햄 Mary Badham
- 존 메그나 John Megna

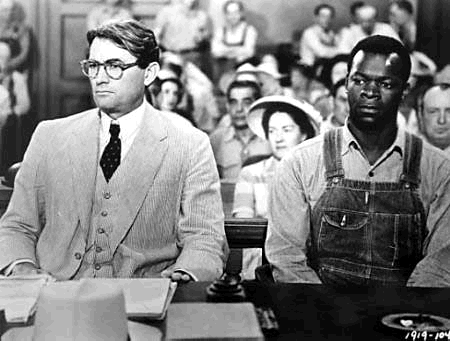
영화의 한 장면, 법정에서 백인 변호사 애티커스와 흑인 톰 로빈슨이 나란히 앉아있다.

- 프랭크 오버턴 Frank Overton
- 로즈메리 머피 Rosemary Murphy
- 루스 화이트 Ruth White
- 브록 피터스 Brock Peters
- 에스텔 에번스 Estelle Evans
- 폴 픽스 Paul Fix
- 콜린 윌콕스 팩스턴 Collin Wilcox Paxton
- 제임스 앤더슨 James Anderson
- 앨리스 고스틀리 Alice Ghostley
- 로버트 듀발 Robert Duvall
- 윌리엄 윈덤 William Windom